# Cantó de Tretz
El cantó de Tretz és un cantó francès del departament de les Boques del Roine, situat al districte d'Ais de Provença. Té 8 municipis i el cap és Tretz.

## Municipis
- Beurecuelh
- Castèunòu lo Roge
- Fuvèu
- Puegnier
- Pueglobier
- Rosset
- Sant Antonin de Baion
- Tretz

| Data d'elecció                           | Identitat      | Partit           | Qualitat |
| ---------------------------------------- | -------------- | ---------------- | -------- |
| 1967-2002                                | André Samat    | SFIO, després PS |          |
| 2002-2004                                | Jean Bonfillon | UDF              |          |
| 2004-                                    | Roger Tassy    | PS               |          |
| les dades anteriors no són pas conegudes |                |                  |          |
|                                          |                |                  |          |